# Irena Sztachelska

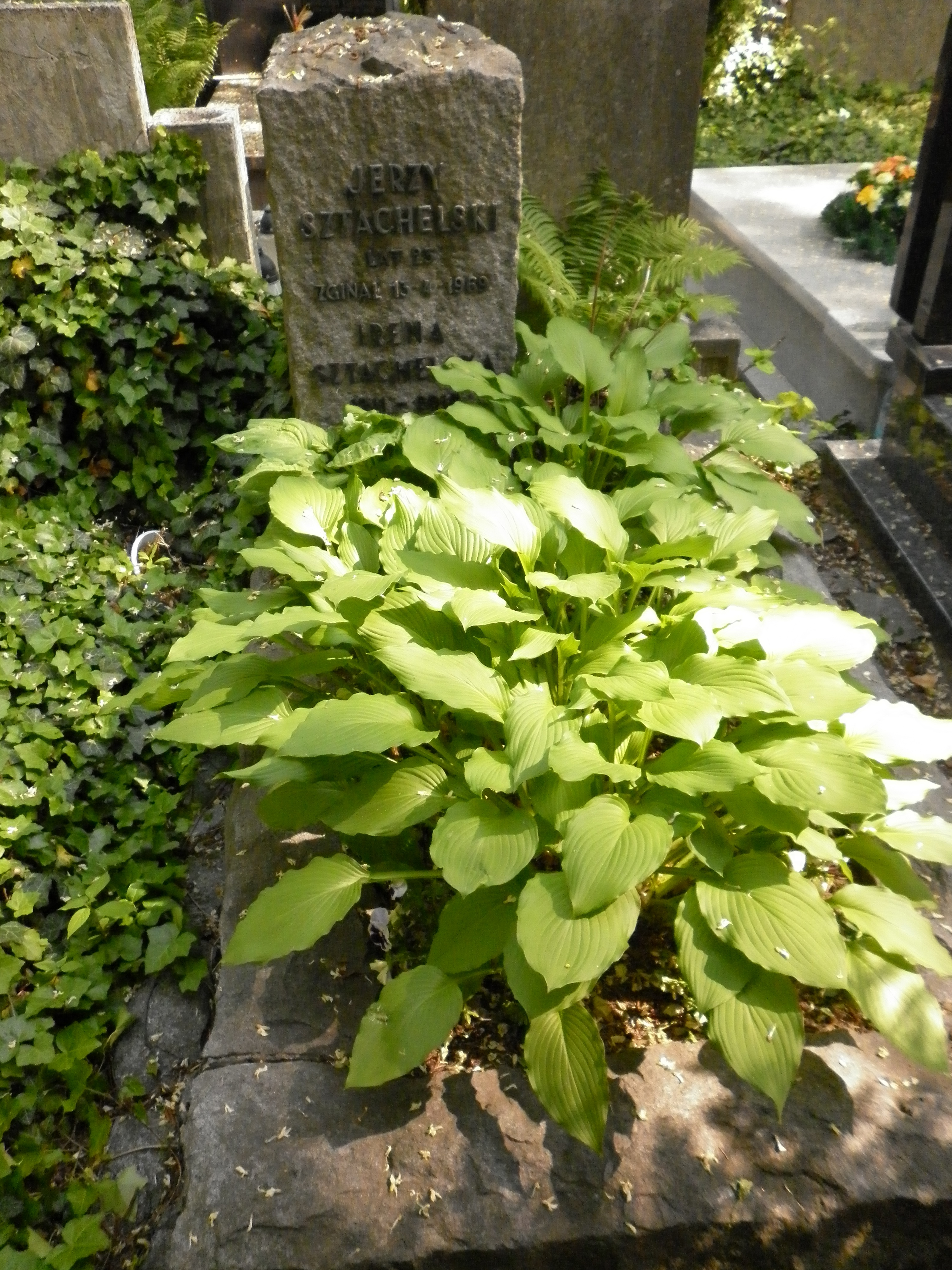
Grób Ireny Sztachelskiej na cmentarzu Wojskowym na Powązkach w Warszawie

Irena Sztachelska (ur. 31 grudnia 1910?/13 stycznia 1911 w Wilnie, zm. 8 czerwca 2010) – polska lekarka pediatra, działaczka państwowa, posłanka na Sejm w latach 1947–1956 (na Sejm Ustawodawczy oraz na Sejm PRL I kadencji) i przewodnicząca Zarządu Głównego Ligi Kobiet Polskich (1945–1950), członek Polskiego Komitetu Obrońców Pokoju w 1949.

## Życiorys
Urodziła się w Wilnie, w rodzinie Mariana Dziewickiego i Heleny z Jazdowskich (zm. 1959). Miała siostrę – Marię (Muta) Dziewicką i brata – Jerzego Dziewickiego. Ukończyła z wynikiem bardzo dobrym Gimnazjum Sióstr Nazaretanek i 26 maja 1929 otrzymała świadectwo dojrzałości. Następnie studiowała medycynę na Wydziale Lekarskim Uniwersytetu Stefana Batorego. W latach 30. zaangażowała się w ruch komunistyczny – była członkiem Związku Lewicy Akademickiej „Front”, w 1933 wstąpiła do KZMP. Była współzałożycielką Społecznego Klubu Medyków. Współpracowała też z Polską Macierzą Szkolną prowadząc wykłady na Kursach dokształcających dla dorosłych. Za działalność antypaństwową była sądzona w procesach z lat 1936–1937 i uniewinniona w trzech kolejnych instancjach (spędziła w więzieniu 4 dni, aresztowana wraz z innymi studentami i asystentami Uniwersytetu Stefana Batorego w nocy 15 lutego 1935). Po rozwiązaniu KZMP wstąpiła do PPS i do wybuchu II wojny światowej pracowała społecznie w Towarzystwie Uniwersytetu Robotniczego.
Po uzyskaniu w 1936 dyplomu lekarza odbyła roczny staż w klinikach i szpitalach wileńskich oraz dodatkową praktykę na oddziale dziecięcym Szpitala Św. Jakuba, po czym podjęła pracę w Klinice Dziecięcej Wydziału Lekarskiego Uniwersytetu Stefana Batorego (w okresie od 7 grudnia 1937 do 15 grudnia 1939 jako młodszy asystent). Równocześnie pracowała w dwóch prewentoriach dla dzieci z rodzin gruźliczych.
Po najeździe radzieckim na Litwę zaproponowano jej mandat posła na Sejm Republiki Litewskiej z okręgu Wilno, który sprawowała od czerwca do sierpnia 1940. Później wybrano ją do Rady Najwyższej Litewskiej SRR.
Po wybuchu wojny radziecko-niemieckiej w 1941 została ewakuowana w głąb ZSRR. Do końca maja 1943 była lekarzem wojskowym 3 stopnia w Batalionie Sanitarnym 16 Litewskiej Dywizji Piechoty Armii Czerwonej. Na przełomie maja i czerwca 1943 została powołana do 1 Dywizji Piechoty im. Tadeusza Kościuszki. Później została zastępcą dowódcy batalionu platerówek ds. polityczno-wychowawczych. Jak podawała w 1996 „Gazeta Wyborcza” dzięki jej wstawiennictwu udało się zaopatrzyć polskie żołnierki w ciepłą bieliznę. Po zwolnieniu z funkcji pracowała m.in. jako lekarz oraz w wydziale wojskowym ZPP.
W grudniu 1942 Sąd Specjalny Rzeczypospolitej wydał na Jerzego i Irenę Sztachelskich wyrok od trzech do piętnastu lat pozbawienia wolności za kolaborację z ZSRR w latach 1940–1941.
Po powrocie do Wilna w lipcu 1944 zakładała tam oddział Związku Patriotów Polskich, próbowała wydostać z rąk NKWD walczących w AK Polaków.
Po 1945 znalazła się w Polsce, gdzie od 1947 sprawowała mandat posła na Sejm Ustawodawczy, wybrana z listy państwowej Bloku Stronnictw Demokratycznych. Posłanką była również w I kadencji Sejmu PRL (1952–1956) – w obu kadencjach pracowała w komisji zdrowia.
Od 1945 do 1950 stała na czele Zarządu Głównego Ligi Kobiet Polskich, później pracowała m.in. jako lekarz pediatra w Instytucie Matki i Dziecka. W 1949 była delegatem Krajowej Rady Obrońców Pokoju na Kongres Obrońców Pokoju w Paryżu. Sygnatariuszka apelu sztokholmskiego w 1950. W listopadzie 1949 została członkiem Ogólnokrajowego Komitetu Obchodu 70-lecia urodzin Józefa Stalina.
W 1981 wystąpiła z PZPR w proteście przeciwko wprowadzeniu stanu wojennego. W 1999 w rozmowie z „Gazetą Wyborczą” broniła ideałów lewicy.
Pochowana na cmentarzu Wojskowym na Powązkach w Warszawie (kwatera B22-6-8).

## Życie osobiste
Od 19 września 1939 była żoną Jerzego Sztachelskiego. Mieli syna Jerzego (zm. 1969), matematyka, asystenta Wydziału Matematycznego Uniwersytetu Warszawskiego, i córkę Agatę po mężu Budkowską, immunologa, pracującą w Instytucie Pasteura w Paryżu.

## Ordery i odznaczenia
- Order Sztandaru Pracy I klasy
- Order Sztandaru Pracy II klasy
- Krzyż Komandorski Orderu Odrodzenia Polski
- Krzyż Oficerski Orderu Odrodzenia Polski (8 marca 1952)[15]
- Medal 10-lecia Polski Ludowej (13 stycznia 1955)[16]
- Odznaka „Za wzorową pracę w służbie zdrowia”
- Odznaka tytułu honorowego „Zasłużony Lekarz PRL”

Źródło.